# Пембертон Хајтс (Њу Џерзи)
Пембертон Хајтс (енгл. Pemberton Heights) насељено је место без административног статуса у америчкој савезној држави Њу Џерзи.

## Демографија
По попису из 2010. године број становника је 2.423, што је 89 (-3,5%) становника мање него 2000. године.
| Група             | 2000.         | 2010.       |
| Белци             | 916 (36,5%)   | 935 (38,6%) |
| Афроамериканци    | 1.165 (46,4%) | 951 (39,2%) |
| Азијати           | 96 (3,8%)     | 88 (3,6%)   |
| Хиспаноамериканци | 291 (11,6%)   | 389 (16,1%) |
| Укупно            | 2.512         | 2.423       |